# The Economic Times
The Economic Times è il quotidiano indiano di argomento economico-finanziario a più alta tiratura, con una media di 400 000 copie vendute. 
È scritto in inglese ed è stato fondato nel 1961.

## Descrizione
La sede de The Economic Times si trova a Mumbai nell'edificio de The Times of India, al cui gruppo appartiene. Il quotidiano viene stampato contemporaneamente in dodici città: Bombay, Bangalore, Delhi, Madras, Calcutta, Lucknow, Hyderabad, Jaipur, Ahmedabad, Nagpur, Chandigarh, Poona.
I principali argomenti trattati sono l'economia indiana, l'economia internazionale, nonché i listini delle borse valori e delle borse merci.
Come tanti quotidiani economici, sull'esempio del Financial Times, The Economic Times è stampato su carta rosa salmone.

## Storia
Il quotidiano fu fondato nel 1961 da P.S. Hariharan. L'attuale direttore è Bodhisattva Ganguly.